# 人名に由来するイデオロギーの一覧
人名に由来するイデオロギーの一覧（じんめいにゆらいするイデオロギーのいちらん）は、人物名に由来するイデオロギーの名称の一覧である。

## 社会学・政治学
- アンベードカリズム（Ambedkarism）  -  ビーム・ラーオ・アンベードカル（B. R. Ambedkar）
- アーティギズム（Artiguism）  -  ホセ・ヘルバシオ・アルティガス（José Gervasio Artigas）
- アサディズム（Assadism）  -  バッシャール・アル＝アサド（Hafez al-Assad）
- ベバニズム（Bevanism）  -  アナイリン・ベヴァン（Aneurin Bevan）
- バイデン主義（Bidenism）  -  ジョー・バイデン（Joe Biden）
- ビスマルキズム（Bismarckism）  -  オットー・フォン・ビスマルク（Otto von Bismarck）
- ブレアリズム（Blairism）  -  トニー・ブレア（Tony Blair）
- ブランキズム（Blanquism）  -  ルイ・オーギュスト・ブランキ（Louis Auguste Blanqui）
- ボリバル主義（Bolivarianism）  -  シモン・ボリバル（Simón Bolívar）
- ボナパルティズム（Bonapartism）  -  ナポレオン・ボナパルト（Napoleon Bonaparte）
- ブレジネフ主義（Brezhnevism）  -  レオニード・ブレジネフ（Leonid Brezhnev）
- ブハーリズム（Buharism）  -  ムハンマド・ブハリ（Muhammadu Buhari）
- ブシズム（Bushism）  -  ジョージ・W・ブッシュ（George W. Bush）
- カエサリズム（Caesarism）  -  ジュリアス・シーザー（Julius Caesar）
- キャメロニズム（Cameronism）  -  デビッド・キャメロン（David Cameron）
- カノビスモ（Canovismo）  -  アントニオ・カノバス・デル・カスティーヨ（Antonio Cánovas del Castillo）
- ラザロ・カルデナス（Cardenism）  -  ラサロ・カルデナス（Lázaro Cárdenas）
- カーリズム（Carlism）  -  カルロス・マリア・イシドロ・デ・ボルボーン（Infante Carlos, Count of Molina）
- カルロティズム（Carlotism）  -  カルロッタ・ジョアキナ・デ・ボルボン（Carlota Joaquina of Spain）
- カストロ教（Castroism）  -  フィデル・カストロ（Fidel Castro）
- チャビスモ（Chavismo）  -  ウゴ・チャベス（Hugo Chávez）
- チャウシズム（Ceausism）  -  ニコラエ・チャウシェスク（Nicolae Ceausescu）
- シラキズム（Chiracism）  -  ジャック・シラク（Jacques Chirac）
- クリントン主義（Clintonism）  -  ビル・クリントン（Bill Clinton）
- コブデニズム（Cobdenism）  -  リチャード・コブデン（Richard Cobden）
- コルベーティズム（Colbertism）  -  ジャン＝バティスト・コルベール（Jean-Baptiste Colbert）
- コービニズム（Corbynism）  -  ジェレミー・コービン（Jeremy Corbyn）
- クラクシズム（Craxism）  -  ベッティーノ・クラクシ（Bettino Craxi）
- デ・レオニズム（De Leonism）  -  ダニエル・デ・レオン（Daniel De Leon）
- 鄧小平説（Deng Xiaoping Theory）  -  鄧小平（Deng Xiaoping）
- ジラシズム（Đilasism）  -  ミロヴァン・ジラス（Milovan Đilas）
- エンゲルシズム（Engelsism）  -  フリードリヒ・エンゲルス（Friedrich Engels）
- エルドアン主義（Erdoğanism）  -  レジェップ・タイイップ・エルドアン（Recep Tayyip Erdoğan）
- エボイズム（Evoism）  -  エボ・モラレス（Evo Morales）
- ファビアニズム（Fabianism）  -  クィントゥス・ファビウス・マクシムス（Quintus Fabius Maximus Verrucosus）
- フォルタイニズム（Fortuynism）  -  ピム・フォルタイン（Pim Fortuyn）
- フーリエリズム（Fourierism）  -  シャルル・フーリエ（Charles Fourier）
- フランコ主義（Francoism）  -  フランシスコ・フランコ（Francisco Franco）
- フジモリズム（Fujimorism）  -  アルベルト・フジモリ（Alberto Fujimori）
- カダフィズム（Gaddafism）  -  ムアンマル・アル＝カッザーフィー（Muammar Gaddafi）
- ゲイツケリズム（Gaitskellism）  -  ヒュー・ゲイツケル（Hugh Gaitskell）
- グラッドストニアン自由主義（Gladstonian Liberalism）  -  ウィリアム・ユワート・グラッドストーン（William Ewart Gladstone）
- ガンジー主義（Gandhism）  -  マハトマ・ガンジー（Mahatma Gandhi）
- ガーヴェイズム（Garveyism）  -  マーカス・ガーヴェイ（Marcus Garvey）
- ゴーリズム（Gaullism）  -  シャルル・ド・ゴール（Charles de Gaulle）
- グレエフスキズム（Gruevskism）  -  ニコラ・グルエフスキ（Nikola Gruevski）
- ゲヴァリズム（Guevarism）  -  チェ・ゲバラ（Che Guevara）
- ハイダーリズム（Haiderism）  -  イェルク・ハイダー（Jörg Haider）
- ハンソニズム（Hansonism）  -  ポーリン・ハンソン（Pauline Hanson）
- ヒトラー主義（Hitlerism）  -  アドルフ・ヒトラー（Adolf Hitler）
- ホーチミン思想（Ho Chi Minh Thought）  -  ホーチミン（Ho Chi Minh）
- ホッジャイズム（Hoxhaism）  -  エンヴェル・ホッジャ（Enver Hoxha）
- フサーキズム（Husakism）  -  グスターフ・フサーク（Gustáv Husák）
- ジャクソン民主主義（Jacksonian democracy）  -  アンドリュー・ジャクソン（Andrew Jackson）
- ジャコビズム（Jacobitism）  -  イングランド王ジェームズ2世（James II of England）
- ジェファーソン民主主義（Jeffersonian democracy）  -  トーマス・ジェファーソン（Thomas Jefferson）
- ヨーゼフニズム（Josephinism）  -  神聖ローマ皇帝ヨーゼフ2世（Joseph II, Holy Roman Emperor）
- カーダーリズム（Kádárism）  -  カーダール・ヤーノシュ（János Kádár）
- カハニズム（Kahanism）  -  メイル・カハネ（Meir Kahane）
- カッターリズム（Katterism）  -  ボブ・カッター（Bob Katter）
- ケマリズム（Kemalism）  -  ムスタファ・ケマル・アタテュルク（Mustafa Kemal Atatürk）
- ホメイニズム（Khomeinism）  -  ルホラ・ホメイニ（Ruhollah Khomeini）
- フルシチョフィズム（Khrushchevism）  -  ニキータ・フルシチョフ（Nikita Khrushchev）
- 金日成主義（Kimilsungism）  -  金日成（Kim Il-sung）
- 金日成金正日主義（Kimilsungism-Kimjongilism）  -  金日成と金正日（Kim Il-sung and Kim Jong-il）
- キルヒネリズム（Kirchnerism）  -  ネストル・キルチネル（Néstor Kirchner）
- クルジズム（Kurzism）  -  セバスチャン・クルツ（Sebastian Kurz）
- ランジズム（Langism）  -  ジャック・ラング（Jack Lang）
- ラッサーリズム（Lassallism）  -  フェルディナント・ラッサール（Ferdinand Lassalle）
- レーニン主義（Leninism）  -  ウラジーミル・レーニン（Vladimir Lenin）
- ロンギズム（Longism）  -  ヒューイ・ロング（Huey Long）
- ルイリズム（Lulism）  -  ルイス・イナシオ・ルーラ・ダ・シルバ（Luiz Inácio Lula da Silva）
- ルムンビズム（Lumumbism）  -  パトリス・ルムンバ（Patrice Lumumba）
- ルクセンブルク主義（Luxemburgism）  -  ローザ・ルクセンブルグ（Rosa Luxemburg）
- マキャヴェリズム（Machiavellism）  -  ニッコロ・マキャベリ（Niccolò Machiavelli）
- マドゥロ主義（Maduroism）  -  ニコラス・マドゥロ（Nicolás Maduro）
- マゴニズム（Magonism）  -  リカルド・フロレス・マゴン（Ricardo Flores Magón）
- マフノビズム（Makhnovism）  -  ネストル・マフノ（Nestor Makhno）
- マルヘニズム（Marhaenism）  -  スカルノ（Sukarno）
- 毛沢東思想（Maoism）  -  毛沢東（Mao Zedong）
- マルクス主義（Marxism）  -  カール・マルクス（Karl Marx）
- マクストニズム（Maxtonism）  -  グレアム・マクストン（Graeme Maxton）
- マッカーシズム（McCarthyism）  -  ジョセフ・マッカーシー（Joseph McCarthy）
- メタクシズム（Metaxism）  -  イオアニス・メタクサス（Ioannis Metaxas）
- モブティズム（Mobutism）  -  モブツ・セセ・セコ（Mobutu Sese Seko）
- メレマニズム（Möllemannism）  -  ユルゲン・メレマン（Jürgen Möllemann）
- ムッソリーニズム（Mussolinism）  -  ベニート・ムッソリーニ（Benito Mussolini）
- ナセリズム（Nasserism）  -  ガマル・アブデル・ナセル（Gamal Abdel Nasser）
- ネルーイズム（Nehruism）  -  ジャワハルラール・ネルー（Jawaharlal Nehru）
- オバマ主義（Obamaism）  -  バラック・オバマ（Barack Obama）
- オルバニズム（Orbanism）  -  ヴィクトル・オルバン（Viktor Orban）
- オーウェニズム（Owenism）  -  ロバート・オーウェン（Robert Owen）
- ペロニズム（Peronism）  -  フアン・ペロン（Juan Perón）
- ピノチェティズム（Pinochetism）  -  アウグスト・ピノチェト（Augusto Pinochet）
- プラチャンダ・パス（Prachanda Path）  -  プラチャンダ（Prachanda）
- プジャーディズム（Poujadism）  -  ピエール・プジャード（Pierre Poujade）
- パウエリズム（Powellism）  -  イーノック・パウエル（Enoch Powell）
- ランコヴィッチズム（Rankovićism）  -  アレクサンダル・ランコヴィッチ（Aleksandar Ranković）
- サダミズム（Saddamism）  -  サダム・フセイン（Saddam Hussein）
- サンディーニスモ（Sandinismo）  -  アウグスト・セサル・サンディーノ（Augusto César Sandino）
- サンカリズム（Sankarism）  -  トーマス・サンカラ（Thomas Sankara）
- シューマリズム（Schumerism） -  チャック・シューマー（Chuck Schumer）
- シャクトマニズム（Shachtmanism）  -  マックス・シャクトマン（Max Shachtman）
- スターリン主義（Stalinism）  -  スターリン（Joseph Stalin）
- シュテルニズム（Sternism）  -  アヴラハム・シュテルン（Avraham Stern）
- シュトラッサリズム（Strasserism）  -  グレゴール・シュトラッサー（Gregor Strasser）
- サッチャリズム（Thatcherism）  -  マーガレット・サッチャー（Margaret Thatcher）
- タイトイズム（Titoism）  -  ヨシップ・ブロズ・チトー（Josip Broz Tito）
- トロツキズム（Trotskyism）  -  レオン・トロツキー（Leon Trotsky）
- トルドー主義（Trudeauism）  -  ピエール・トルドー（Pierre Trudeau）
- トランピズム（Trumpism）  -  ドナルド・トランプ（Donald Trump）
- トゥジニズム（Tudjmanism）  -  フラニョ・トゥジマン（Franjo Tuđman）
- ウリビズム（Uribism）  -  アルバロ・ウリベ（Álvaro Uribe）
- ヴァウシズム（Vaushism）  -  ヴァウシュ（イアン・コチンスキー）（Vaush）
- ヴェニゼリズム（Venizelism）  -  エレフテリオス・ヴェニゼロス（Eleftherios Venizelos）
- ワイセフ運動（Wäisi movement）  -  バハウェディン・ワイセフ（Bahawetdin Wäisev）
- ウィルヘルミニズム（Wilhelminism）  -  ヴィルヘルム2世（Wilhelm II）
- ウィルソン主義（Wilsonianism）  -  ウッドロー・ウィルソン（Woodrow Wilson）
- 習近平思想（Xi Jinping Thought）  -  習近平（Xi Jinping）
- エリツィン主義（Yeltsinism）  -  ボリス・エリツィン（Boris Yeltsin）

## 宗教・哲学
- アカシア分裂（Acacian schism）  -  コンスタンティノープルのアカシウス（Acacius of Constantinople）
- アフマディーヤ（Ahmadiyya）  -  アフマド（Ahmad）
- アレヴィー派（Alevi）  -  アリー（Ali）
- アルチュセリアン（Althusserian）  -  ルイ・アルチュセール（Louis Althusser）
- アーミッシュ（Amish）  -  ヤコブ・アマン（Jakob Ammann）
- アポリナリス主義（Apollinarism）  -  ラオディキアのアポリナリス（Apollinaris of Laodicea）
- アリウス主義（Arianism）  -  アリウス（Arius）
- アリストテレス主義（Aristotelianism）  -  アリストテレス（Aristotle）
- アルミニウス主義（Arminianism）  -  ヤーコブス・アルミニウス（Jacobus Arminius）
- アウグスティニズム（Augustinism）  -  アウグスティヌス（Augustine of Hippo）
- アヴェロイズム（Averroism）  -  アヴェロエス（Averroes）
- バーブ教（Bábism）  -  バーブ（Báb）
- バダウィヤ（Badawiyyah）  -  アフマド・アル=バダウィ（Ahmad al-Badawi）
- バハイ教（Baháʼí Faith）  -  バハオラ（Bahá'u'lláh）
- バシレイデース派（Basilideans）  -  バシレイデース（Basilides）
- ベクタシ（Bektashi）  -  ハジュ・ベクタシュ・ヴェリ（Haji Bektash Veli）
- ベンサミズム（Benthamism）  -  ジェレミー・ベンサム（Jeremy Bentham）
- ブックマニズム（Buchmanism）  -  フランク・ブックマン（Frank N. D. Buchman）
- 仏教（Buddhism）  -  ゴータマ・ブッダ（Gautama Buddha）
- カルヴィニズム（Calvinism）  -  ジャン・カルヴァン（John Calvin）
- デカルト二元論（Cartesian dualism）  -  ルネ・デカルト（René Descartes）
- キリスト教（Christianity）  -  イエス・キリスト（Jesus Christ）
- コンフュシアニズム（儒教）（Confucianism）  -  孔子（コンフュシウス）（Confucius）
- ダルカワ（Darqawa）  -  ムハンマド・アル=アラビ・アル=ダルカウィ（Muhammad al-Arabi al-Darqawi）
- ドミニコ会（Dominican Order）  -  ドミニコ（Saint Dominic）
- ダラズィー派（Druze）  -  ダラズィー（Ad-Darazi）
- エピクロス主義（Epicureanism）  -  エピクロス（Epicurus）
- エラスタニズム（Erastianism）  -  トマス・エラストス（Thomas Erastus）
- ユーチェチアニズム（Eutychianism）  -  聖体（ユーチェス）（Eutyches）
- フェブロニズム（Febronianism）  -  ユスティヌス・フェブロニウス（Justinus Febronius）
- フランシスコ会（Franciscan）  -  アッシジのフランチェスコ（Francis of Assisi）
- フランキズム（Frankism）  -  ジェイコブ・フランク（Jacob Frank）
- フィーニー主義（Feeneyism）  -  レオナルド・フィーニー（Leonard Feeney）
- フーコー主義（Foucauldianism）  -  ミシェル・フーコー（Michel Foucault）
- ゲラシアン・ドクトリン（Gelasian doctrine）  -  ローマ教皇ゲラシウス1世（Pope Gelasius I）
- ジョージズム（Georgism）  -  ヘンリー・ジョージ（Henry George）
- グレゴリウス改革（Gregorian Reform）  -  ローマ教皇グレゴリウス7世（Pope Gregory VII）
- ギュレン運動（Gülen movement）  -  フェトフッラー・ギュレン（Fethullah Gülen）
- ハルワティ・オーダー（Khalwati order）  -  ピル・ウマル・ハルワティ（Pir Umar Halveti）
- ハニーファ学派（Hanafi）  -  アブー・ハニーファ（Abū Ḥanīfa）
- ヘーゲル主義（Hegelianism）  -  ゲオルク・ヴィルヘルム・フリードリヒ・ヘーゲル（Georg Wilhelm Friedrich Hegel）
- ホッブシアニズム（|Hobbesianism）  -  トマス・ホッブス（Thomas Hobbes）
- フス派（Hussites）  -  ヤン・フス（Jan Hus）
- フッター派（Hutterite）  -  ヤーコプ・フッター（Jakob Hutter）
- イスマイル派（Ismailism）  -  イスマイル・イブン・ジャファル（Isma'il ibn Jafar）
- ジャンセニズム（Jansenism）  -  コルネリウス・ヤンセン（Cornelius Jansen）
- ジェラーヒ（Jerrahi）  -  ムハンマド・ヌーレッディン・アル=ジェラーヒ（Muhammad Nureddin al-Jerrahi）
- ジーザシズム（Jesuism）  -   イエス・キリスト（Jesus Christ）
- カント主義（Kantianism）  -  イマヌエル・カント（Immanuel Kant）
- クブラウィヤ（Kubrawiya）  -  ナイムディン・クブラ（Najmuddin Kubra）
- レスターディウニズム（Laestadianism）  -  ラース・レーヴィ・レスターディウス（Lars Levi Læstadius）
- ラッダイト運動（Luddites）  -  ネッド・ラッド（Ned Ludd）
- ルター派（Lutheranism）、新ルター派（Neo-Lutheranism）  -  マルティン・ルター（Martin Luther）
- マニ教（Manichaeism or Manicheism）  -  預言者マニ（Mani）
- マルキオニズム（Marcionism）  -  マルキオン（Marcion of Sinope）
- マルコス派（Marcosians）  -  マルコス（Marcus）
- マルティニスト会（Martinism）  -  ルイ・クロード・ド・サン=マルタン（Louis Claude de Saint-Martin）
- マズダク教（Mazdakism）  -  マズダク（Mazdak）
- メノナイト（Mennonite）  -  メノ・シモンズ（Menno Simons）
- ミラーリズム、ミラライト（Millerism or Millerite）  -  ウィリアム・ミラー (牧師)（William Miller）
- モヒズム（墨家）（Mohism）  -  墨子（Mozi）
- モンタヌス派（Montanism）  -  モンタヌス（Montanus）
- ムハンマド教（Muhammadism）  -  ムハンマド（Muhammad）
- ナクシュバンディー教団（Naqshbandi）  -  バハー・ウッディーン・ナクシュバンド（Baha-ud-Din Naqshband Bukhari）
- ネストリウス派（Nestorianism）  -  ネストリウス（Nestorius）
- ニマトゥラヒ（Nimatullahi）  -  シャー・ニマトゥラ・ワリ（Shah Ni'matullah Wali）
- ノウァティニズム（Novatianism）  -  対立教皇ノウァティアヌス（Novatian）
- パングロシアニズム（Panglossianism）  -  ヴォルテールの戯曲『キャンディード』（Candide）のキャラクターのパングロス博士（Dr. Pangloss）
- パウロ派（Paulicianism）  -  サモサタのパウロ（Paul of Samosata）
- ペラギウス主義（Pelagianism）  -  ペラギウス（Pelagius）
- プラトン主義（Platonism）  -  プラトン（Plato）
- 新プラトン主義（Neoplatonism） -  プロティノス（Plotinus）
- プリシリアニズム（Priscillianism）  -  プリシリアン（Priscillian）
- プーヴェリズム（Puseyism）  -  エドワード・ブーヴェリー・ピュージー（Edward Bouverie Pusey）
- ピュロン主義（Pyrrhonism）  -  ピュロン（Pyrrho）
- ピタゴラス教団（Pythagoreanism）  -  ピタゴラス（Pythagoras）
- カーディリー教団（Qadiriyyah）  -  アブド・アルカーディル・アルジーラーニー（Abdul-Qadir Gilani）
- クトゥビズム（Qutbism）  -  サイイド・クトゥブ（Sayyid Qutb）
- 客観主義（ランディアニズム）（Randianism）  -  アイン・ランド（Ayn Rand）
- ラスタファリ運動（Rastafari movement）  -  ラス・タファリ・マコンネン（Ras Tafari Makonnen）
- ラエリアン・ムーブメント（Raëlism）  -  ラエル（Raël）
- リファーイー教団（Rifaiyyah）  -  アフマド・アル=リファーイー（Ahmed ar-Rifa'i）
- サベリウス主義（Sabellianism）  -  サベリウス（Sabellius）
- サファヴィア（Safaviyeh）  -  サフィー・アッディーン・イスハーク・アルダビーリー（Safi-ad-din Ardabili）
- 聖シモニア主義（Saint-Simonianism）  -  アンリ・ド・サン＝シモン（Henri de Saint-Simon）
- サヌーシー教団（Senussi）  -  ムハンマド・イブン・アリー・アッ＝サヌーシー（Muhammad ibn Ali as-Senussi）
- シャディリー（Shadhili）  -  アブ・アル=ハサン・アル=シャディリー（Abul Hasan al-Shadhili）
- ソッツィーニ派（Socinianism）  -  レリオ・ソッツィーニ（Lelio Sozzini）
- スピノジズム（:Spinozism|Spinozism）  -  バールーフ・デ・スピノザ（Baruch Spinoza）
- シュリ・オーロビンド・アシュラム（Sri Aurobindo Ashram）  -  オーロビンド・ゴーシュ（Sri Aurobindo）
- スフラワルディー教団（Suhrawardiyya）  -  アブ・アル=ナジブ・アル=スハラワルディー（Abu al-Najib al-Suhrawardi）
- トマス主義（Thomism）  -  トマス・アクィナス（Thomas Aquinas）
- ティジャニヤ（Tijaniyyah）  -  アフマド・アル=ティジャニ（Ahmad al-Tijani）
- トルストイズム（Tolstoyism）  -  レオ・トルストイ（Leo Tolstoy）
- ヴァレンティヌス派（Valentinianism）  -  ヴァレンティヌス（Valentinus）
- ワッハーブ派（Wahhabi）  -  ムハンマド・イブン・アブドゥルワッハーブ（Muhammad ibn Abd-al-Wahhab）
- ウィクリファイト（Wycliffite）  -  ジョン・ウィクリフ（John Wycliffe）
- ヤジディズム（Yazidi）  -  ヤズィード1世（Yazid I）
- ザヘディエ（Zahediyeh）  -  ザヘド・ギラニ（Zahed Gilani）
- ゾロアスター教（Zoroastrianism）  -  ゾロアスター（Zoroaster）
- ツヴィングリズム（Zwingliism）  -  フルドリヒ・ツヴィングリ（Huldrych Zwingli）
- コンティズム（Comtism）  -  オーギュスト・コント（Auguste Comte）

## 経済学
- アベノミクス（Abenomics）  -  安倍晋三
- ジョージ主義（Georgism）  -  ヘンリー・ジョージ（Henry George）
- ケインズ経済学（Keynesian economics）  -  ジョン・メイナード・ケインズ（John Maynard Keynes）
- マルサス主義（Malthusianism）  -  トマス・ロバート・マルサス（Thomas Robert Malthus）

## 科学
- ベイズ主義（Bayesianism）  -  トーマス・ベイズ（Thomas Bayes）
- ダーウィニズム（Darwinism）  -  チャールズ・ダーウィン（Charles Darwin）
- ラマルキズム（Lamarckism）  -  ジャン＝バティスト・ラマルク（Jean-Baptiste Lamarck）
- ルイセンコ主義（Lysenkoism）  -  トロフィム・ルイセンコ（Trofim Lysenko）

## その他
- フランダース主義（|Flandersism）  -  ネッド・フランダース（Ned Flanders）
- フォーディズム（Fordism）  -  ヘンリー・フォード（Henry Ford）
- フロイト主義、ポストフロイト主義（Freudianism and post-Freudianism）  -  ジークムント・フロイト（Sigmund Freud）
- マゾヒズム（Masochism）  -  レーオポルト・フォン・ザッハー＝マゾッホ（Leopold von Sacher-Masoch）
- サディズム（Sadism|Sadism）  -  マルキ・ド・サド（Marquis de Sade）
- 社会ダーウィニズム（Social Darwinism）  -  チャールズ・ダーウィン（Charles Darwin）
- テイラーリズム（Taylorism）  -  フレデリック・ウィンスロー・テイラー（Frederick Winslow Taylor）
- ヴィクトリアン・モラリティ（Victorianism）  -  ヴィクトリア女王（Queen Victoria）